# カバー
カバー、カヴァー（英: cover）は、ポピュラー音楽の分野で、ある人が発表した曲を他の人が歌唱・編曲・演奏して発表することである。元は代役を意味する言葉である。聞き手に新たな解釈を提示したもの。本人が発表した曲の場合はセルフカバーという。
なお、コード進行や一部の歌詞・旋律を引用することはサンプリングといい、カバーとは区別される。

## カバーと著作権
日本では法的には日本音楽著作権協会（JASRAC）などの音楽著作権管理団体の管理楽曲であれば、その団体に申請し所定の著作権使用料を支払う事でカバーできる。ただし、原曲に新たに編曲（アレンジ）を加えて使用する場合は注意を要する。楽曲を編曲する権利（翻案権）は著作権者が専有しており（著作権法27条）、著作者は自身の「意に反する」改変を禁じる権利（同一性保持権）を有している（著作権法20条）。これらのJASRACが管理していない権利（著作者人格権、楽曲の翻案権など）については、それぞれの権利者に許諾を得る必要がある。そのため、PE'Zの「大地讃頌」のように、編曲に対して著作者である佐藤眞から同一性保持権の侵害が申し立てられた結果、CDの販売停止と同曲の演奏禁止という事態に発展した事例もある（大地讃頌事件を参照）。また、ORANGE RANGEの一部作品に見られるように、当事者への申し入れが一切ないままにサンプリングを行い、後日の話し合いでカバー曲として認知に至ったケースもある。

## 歴史

### 日本
日本では、1936年のポリドールの正月新譜として『名曲玉手箱』が発表されている。これは当時のポリドールの花形歌手が他の歌手のヒット曲を一番ずつ歌うという企画であった。
1955年、日本の童謡である「証城寺の狸囃子」（1929年の平井英子版が著名）を、米国のアーサー・キットが『Sho-Jo-Ji (The Hungry Raccoon) 』として歌唱し、日本国内で20万枚近くを売り上げるヒットとなった。また同曲は、朝鮮民主主義人民共和国でもその旋律が流用されており、『北岳山の歌（북악산의 노래）』という童謡に改編されている。
1960年、小林旭の「ズンドコ節」、井上ひろしの「雨に咲く花」（関種子のカバー）など、過去のヒット曲のカバー・リメイク曲が次々とヒットし、1960年〜61年頃にかけて日本の歌謡界にリバイバルブームが起こった。また、1960年代にはシャンソンブームが到来し、フランス由来の楽曲の日本語カバーで越路吹雪による「愛の讃歌」、「サン・トワ・マミー」が著名となった。「ラストダンスは私に」、「オー・シャンゼリゼ」など米英由来の楽曲でもシャンソンとして認知されている場合もある。
1970年代以降、多くの日本歌謡曲が香港や台湾でカバーされ人気を博した。（後半の項に詳述。）複数の歌詞で、あるいは複数の歌手が同じ曲を競作でカバーすることもある。逆にアジア由来のメロディとしては、韓国トロットを源流とする「釜山港へ帰れ」や、北朝鮮由来のフォークソングである「イムジン河」、中国歌謡から戦後輸入カバーされ、中華圏のビジネスマン接待等カラオケで人気となった「夜来香」があり、認知度の高い楽曲である。
1971年、尾崎紀世彦は全曲洋楽のカバーアルバム『尾崎紀世彦ファースト・アルバム』を発売、オリコンチャート2位、年間10位のヒットとなる。シャンソンの「雪が降る」（サルヴァトール・アダモ）のカバーでも人気を博した。
1975年、かぐや姫の「なごり雪」をイルカがカバーし、大ヒットする。
1977年、吉田拓郎のカバーアルバム『ぷらいべえと』がカバーアルバムとして初のオリコン1位を獲得。
1979年、西城秀樹がヴィレッジ・ピープルの「Y.M.C.A.」を「YOUNG MAN (Y.M.C.A.)」としてカバーし、大ヒット。洋楽のカバー曲として初めて日本歌謡大賞を受賞した。これを切っ掛けとして1980年代に欧米のディスコ・ミュージックに日本語詞を付けるカバー曲が流行した。中でも荻野目洋子の「ダンシング・ヒーロー (Eat You Up)」は1986年から流行し、所収のアルバム『NON-STOPPER』は1987年度のオリコンアルバム売上年間1位を記録、2010年代にもリバイバルで再注目された。
1980年代には、大映ドラマの主題歌に洋楽のカバーが多数起用され、麻倉未稀の「What a feeling 〜フラッシュダンス」・「ヒーロー」、MIEの「NEVER」、椎名恵の「今夜はANGEL」・「愛は眠らない」などヒットを量産した。また、1980年代前半は女性アイドル全盛の時代でもあり、カバー曲としては1980年に高田みづえの「私はピアノ」（原曲：サザンオールスターズ）、1981年には柏原よしえの「ハロー・グッバイ」（原曲は、香港出身のアグネス・チャンによる「ハロー・グッドバイ」）、岩崎宏美の「すみれ色の涙」（原曲：ジャッキー吉川とブルー・コメッツ）が大ヒットとなった。
1984年、イタリアのガゼボの名曲をカバーした「雨音はショパンの調べ」（小林麻美）がヒットし、3週連続オリコン1位となった。
1988年、薬師丸ひろ子が中島みゆきの「時代」をカバーし、ヒット。続いて1989年、斉藤由貴が井上陽水の「夢の中へ」を、森高千里が南沙織の「17才」を、小泉今日子がフィンガー5の「学園天国」をカバーしそれぞれ大ヒット。これをきっかけとして当時の若手歌手が過去のヒット曲をカバーすることが流行した。
1980年代末〜1990年代前半には、欧米のアーティストがJ-POPの楽曲をカバーしたいわゆる「逆カバー」がブームになった。ブームのきっかけは1989年にレイ・チャールズがサザンオールスターズの「いとしのエリー」を「Ellie My Love」としてカバーしヒットしたことだとも、1990年に発売されたA.S.A.P.が松任谷由実の楽曲をカバーしたアルバム『GRADUATION』がヒットしたことだとも言われる。
1994年、中森明菜がカバーアルバム『歌姫』を発売、30万枚のヒット。2002年と2004年には続編も発表され、累計で100万枚を売り上げる。
1995年、新進タレントであった安室奈美恵がユーロビートのカバーとして『TRY ME 〜私を信じて〜』で本格的にブレイク、続く『太陽のSEASON』『Stop the music』と欧州由来の楽曲を相次いでカバーし、3作連続で50万枚以上という記録を達成、人気シンガーとしての地位を確固たるものとした。安室はキャリア後半の2008年においても、企画シングル『60s 70s 80s』にて過去の洋楽をカバーし、ヒットさせている。
1997年頃から、往年の大スターの曲を聴いて育った世代のミュージシャンたちが、オリジナルを自身のアレンジで吹き込み直し、そのスターに捧げるという意味でのカバーバージョン集「トリビュート・アルバム」が増える。
1998年初出の森山良子による楽曲『涙そうそう』（作曲：BEGIN）は、BEGIN自身によるシングル化を経て、2001年の夏川りみによるカバーに火がつき、2004年度のJASRAC賞（著作権分配額を表彰する）で銀賞受賞など、国民的に著名な楽曲となった。カバー版が原曲を上回る人気を博す例は他にも多く、『夏祭り』（原曲：JITTERIN'JINN、1990年）は10年後の2000年8月にWhiteberryによってカバーされ40万枚超の大ヒット、また竹内まりやの1987年のアルバム『REQUEST』は、他アーティストへ提供済みの楽曲のセルフカバーが中心ながら、むしろこの竹内版が繰り返し多くのCM等に起用されることとなった。
民放の連続ドラマにおいて、歌手を演じる役柄の俳優が劇中で歌う楽曲を現実にシングル発売するケースがあり（所謂、バーチャルアーティスト作品）、1993年の久保田利伸『夢 with You』を同年に三上博史が（役名の「本城裕二」名義で）カバー、また『ZOO』（初出：川村かおり、1988年）を2000年に菅野美穂が（役名の「蓮井朱夏」名義で）カバーし、それぞれ好評を博した。
2000年代初頭の日本の音楽業界では、CD不況の影響を受けてCDが売れないため、レコードを多く買っていた団塊の世代を狙った形での過去のヒット曲のカバーが非常に増えた。2000年代初頭の日本の音楽業界におけるカバーブームのきっかけとなったとされるのは、2001年に発売された井上陽水のカバーアルバム『UNITED COVER』である。同年には坂本九の「明日があるさ」をウルフルズやRe:Japanらがカバーしてヒットさせた。2002年にはヴィレッジ・シンガーズの「亜麻色の髪の乙女」を島谷ひとみがカバーしてヒットさせ、また様々なアーティストがカバーアルバムを発表。さらにはテレビ東京で『カヴァーしようよ!』が放送された。
2005年9月に発売された、徳永英明が女性アーティストの曲をカバーしたアルバム『VOCALIST』は、日本ゴールドディスク大賞『企画アルバム・オブ・ザ・イヤー』を受賞。『VOCALIST 2』『VOCALIST 3』『VOCALIST 4』も含めて大ヒットした。
2005年秋から翌年にかけ、映画『NANA-ナナ-』の劇中歌として大ヒットした伊藤由奈の『ENDLESS STORY』は、元々1993年のアメリカ映画「Indecent Proposal」（邦題：幸福の条件）の劇中歌“If I'm Not in Love With You”であったが、1998年のジョディ・ワトリーや1999年のフェイス・ヒルらによって相次いでカバーされていた楽曲である。
2000年代後半には、J-POPの楽曲をボサノヴァやレゲエ風のソフトアレンジでカバーしたアルバムが多く発売される。代表的なアーティストとしてSOTTE BOSSEがある。
2006年、アリスターが日本向け企画アルバムとして発売した『Guilty Pleasures』がヒットし、欧米アーティストがJ-POPの楽曲をカバーした作品が再び注目されるようになる。
2008年11月元MR. BIGヴォーカリスト、エリック・マーティンによる日本の女性ヴォーカルの曲をカバーしたアルバム『MR.VOCALIST』が話題になる。
2010年には男性デュオコブクロが40万枚限定で『ALL COVERS BEST』を発売し、オリコンチャートの初動売り上げで29.1万枚を記録。同チャートにてカバーアルバム史上最高の初動売り上げとなった。
2013年、クリス・ハートがJ-POPの楽曲をカバーしたアルバム『Heart Song』を発売。続編を含めると、累計で100万枚を超える出荷枚数を記録している。
2018年、イタリアのジョー・イエローが1992年にリリース発売した「U.S.A.｣を、DA PUMPが、シングルカバー曲として発売。「いいねポーズ」や「ヒゲダンス」など真似しやすい振り付けを取り入れたMVの再生回数は1億回を突破するなど、大ヒットした。共に1980年代ユーロビートの再来を彷彿とさせた。
2020年、松原みきの「真夜中のドア〜Stay With Me」（1979年初出）が、インドネシアの歌手でYouTuberであるRainychによりカバーされた事が要因の１つとなって、同楽曲の人気に火が付き、41年の時を経て世界各国のサブスクリプションで上位にランクイン、また日本のシティポップの世界的なブームの火付け役ともなった。
2021年3月22日、天月-あまつき-がMONGOL800の「小さな恋のうた」をカバーした動画が、カバー曲の動画（歌ってみた動画）として日本人初の1億回再生を突破したと発表された。
2020年代においては、上記の「歌ってみた」動画に取り組むアマチュアの「歌い手」が、ニコニコ動画やYou tubeなどの動画共有サイトへのアップロードを行う文化が拡大しており、これをカバーと称する場合もあるが、それが大手検索エンジンにおいて上位に載る（=彼らにとっての収益化となる）ことに対する批判も根強い。

### 日本発祥の楽曲の外国語カバー
1980年代には千昌夫の「北国の春」、谷村新司の「昴」、喜納昌吉の「花〜すべての人の心に花を〜」が中華圏・東南アジア全域でヒットし、多くの歌手にカバーされた。
1990年代以降には、日本発のドラマコンテンツ、またアニメなどが運び手となり、多くの日本発祥楽曲がカバーされるようになった。
- 『後來』（劉若英） - 「未来へ」（Kiroro）のカバー。台湾で卒業シーズンに唄われ、全国民的な知名度がある。
- 『流星雨』（F4） - 「Gaining through losing」（平井堅）のカバー。台湾で記録的なヒットドラマとなった「流星花園」（花より男子）の主題歌。
- 『李香蘭（広東語カバー）』または『秋意濃（北京語カバー）』（ジャッキー・チュン） - 「行かないで」（玉置浩二）のカバー。香港で国民的ヒットとなる。
- 『夕陽之歌』（梅艷芳）または『千千闋歌』（プリシラ・チャン） - 「夕焼けの歌」（近藤真彦）の広東語カバー[30]。
- 『容易受傷的女人』（王菲） - 「ルージュ」（ちあきなおみ）のカバー。原曲は中島みゆき作詞・作曲。
- 『눈의 꽃』（パク・ヒョシン） - 「雪の華」（中島美嘉）のカバー。韓国ドラマ「ごめん、愛してる」主題歌として大ヒットした。
- 『I love you』（Position） - 尾崎豊の同名曲のカバー。所収アルバムは韓国内で70万枚の大ヒットとなった。
- 『ベイビー・アイラブユー』（シェネル） - TEEの同名曲の英語カバー。日本国内でフル配信100万DLに迫るヒットとなった。

その他、アジア各国では日本アニメが国民的に浸透しており、アニメ主題歌は現地語バージョンが作られる場合もあり、浸透度は極めて高い。
- 『稍息立正站好』（范暁萱）- 「おどるポンポコリン」（B.B.クィーンズ）のカバー。「櫻桃小丸子」（ちびまる子ちゃん）主題歌。
- 『요괴 워치』（韓国）または『妖怪手錶』（台湾） - 「妖怪ウォッチ」のエンディング「ようかい体操第一」は各国語版が作られており、高い知名度を誇る。

欧米では、坂本九の「上を向いて歩こう」は本家版が全米１位となった1963年から時を経て、カバーしたテイスト・オブ・ハニー版も1981年にビルボード3位に入ったほか、欧州・南米でもカバーされ世界的スタンダードナンバーとなっている。また、YMOの「ビハインド・ザ・マスク」はマイケル・ジャクソン、のちにエリック・クラプトンによってカバーされた稀有な例である。

## 主な年間チャート上位曲（日本）
原曲歌手によるリメイク、複数歌手により同一時期に発売された競作、作詞・作曲者によるセルフカバーはここには含まない。

### オリコンシングルランキング
| 曲名                                 | 歌手名                          | 原曲歌手名                     | チャート                |
| ------------------------------------ | ------------------------------- | ------------------------------ | ----------------------- |
| 黒ネコのタンゴ                       | 皆川おさむ                      | ヴィンチェンツァ・パストレッリ | 1969年度5位 1970年度1位 |
| ドリフのズンドコ節                   | ザ・ドリフターズ                | 田端義夫                       | 1970年度2位             |
| 圭子の夢は夜ひらく                   | 藤圭子                          | 園まり                         | 1970年度3位             |
| 京都の恋                             | 渚ゆう子                        | ザ・ベンチャーズ               | 1970年度10位            |
| 知床旅情                             | 加藤登紀子                      | 森繁久彌                       | 1971年度2位             |
| また逢う日まで                       | 尾崎紀世彦                      | ズー・ニー・ヴー               | 1971年度3位             |
| 別れの朝                             | ペドロ&カプリシャス             | ウド・ユルゲンス               | 1972年度8位             |
| 22才の別れ                           | 風                              | かぐや姫                       | 1975年度7位             |
| 岸壁の母                             | 二葉百合子                      | 菊池章子                       | 1976年度5位             |
| フィーリング                         | ハイ・ファイ・セット            | モーリス・アルバート           | 1977年度10位            |
| Mr.サマータイム                      | サーカス                        | ミッシェル・フュガン           | 1978年度8位             |
| YOUNG MAN (Y.M.C.A.)                 | 西城秀樹                        | ヴィレッジ・ピープル           | 1979年度7位             |
| みちづれ                             | 牧村三枝子                      | 渡哲也                         | 1979年度9位             |
| 別れても好きな人                     | ロス・インディオス & シルヴィア | 松平ケメ子                     | 1980年度8位             |
| 哀愁でいと                           | 田原俊彦                        | レイフ・ギャレット             | 1980年度10位            |
| 矢切の渡し                           | 細川たかし                      | ちあきなおみ                   | 1983年度2位             |
| CHA-CHA-CHA                          | 石井明美                        | フィンツィ・コンティーニ       | 1986年度1位             |
| 愛が止まらない 〜Turn it into love〜 | Wink                            | カイリー・ミノーグ             | 1989年度5位             |
| 涙をみせないで 〜Boys Don't Cry〜    | Wink                            | ムーラン・ルージュ             | 1989年度10位            |
| 全部だきしめて                       | KinKi Kids                      | 吉田拓郎とLOVE2 ALL STARS      | 1998年度10位            |
| 大きな古時計                         | 平井堅                          |                                | 2002年度7位             |
| Jupiter                              | 平原綾香                        |                                | 2004年度3位             |
| ロコローション                       | ORANGE RANGE                    | リトル・エヴァ                 | 2004年度7位             |
| Mickey                               | Gorie with Jasmin & Joann       | レイシー トニー・バジル        | 2004年度10位            |
| 千の風になって                       | 秋川雅史                        | 新井満                         | 2007年度1位             |

### RIAJ有料音楽配信チャート
| 曲名                    | 歌手名   | 原曲歌手名       | チャート                  |
| ----------------------- | -------- | ---------------- | ------------------------- |
| Lifetime Respect -女編- | RSP      | 三木道三         | 2007年度7位（着うたフル） |
| また君に恋してる        | 坂本冬美 | ビリー・バンバン | 2010年度6位（着うたフル） |

### Billboard Japan Hot 100
| 曲名                                 | 歌手名   | 原曲歌手名         | チャート                |
| ------------------------------------ | -------- | ------------------ | ----------------------- |
| レット・イット・ゴー〜ありのままで〜 | 松たか子 | イディナ・メンゼル | 2014年度7位             |
| U.S.A.                               | DA PUMP  | ジョー・イエロー   | 2018年度2位 2019年度9位 |

## フル配信ミリオン認定作品（日本レコード協会）
| 曲名                                 | 歌手名                     | 原曲歌手名         | 認定月     |
| ------------------------------------ | -------------------------- | ------------------ | ---------- |
| また君に恋してる                     | 坂本冬美                   | ビリー・バンバン   | 2014年1月  |
| レット・イット・ゴー〜ありのままで〜 | 松たか子                   | イディナ・メンゼル | 2014年6月  |
| アゲ♂アゲ♂EVERY☆騎士                 | DJ OZMA                    | ボニーM DJ DOC     | 2014年12月 |
| 銀河鉄道999                          | EXILE feat.VERBAL（m-flo） | ゴダイゴ           | 2017年3月  |